# 로버트 훅스

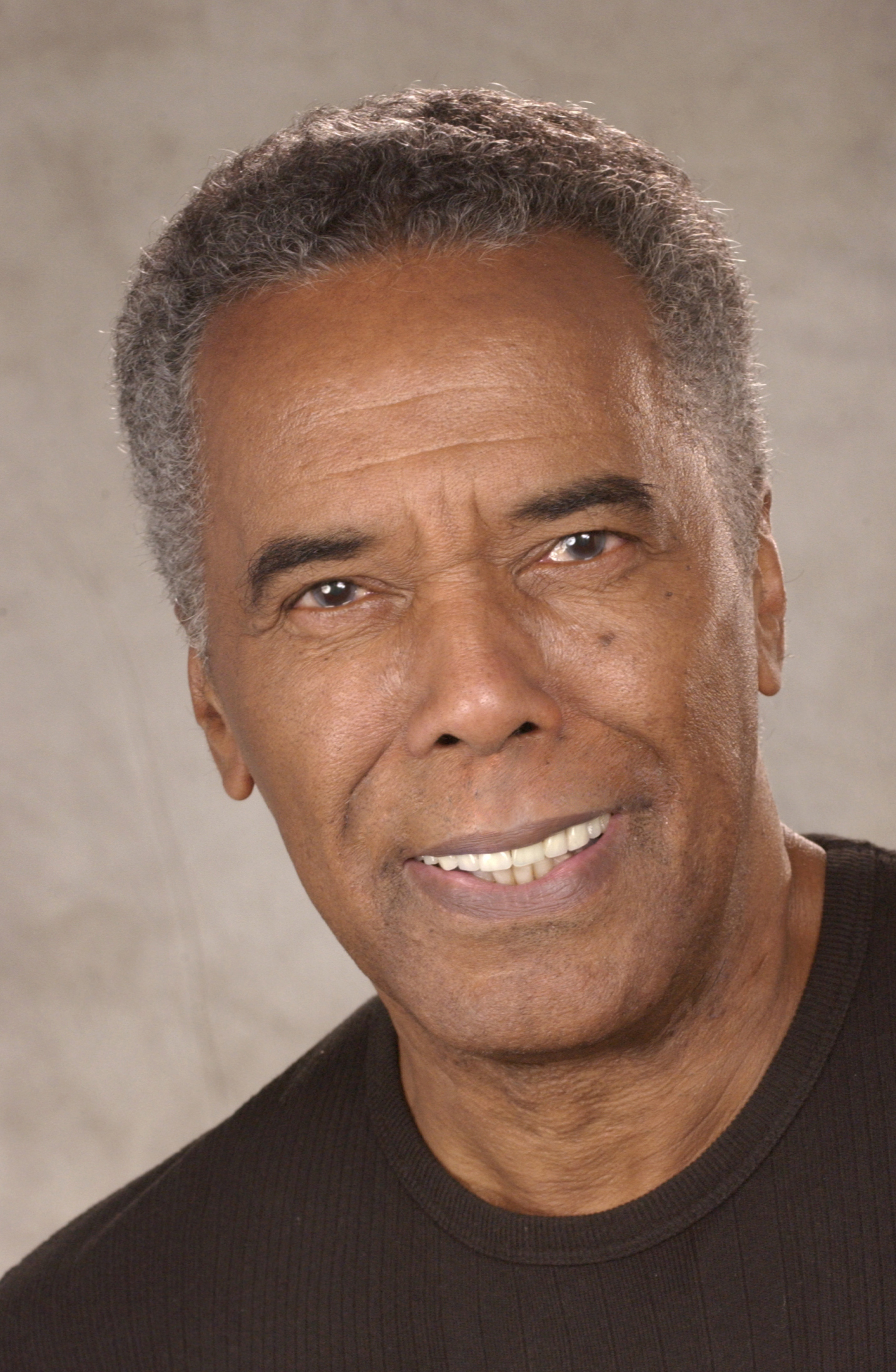

로버트 훅스(Robert Hooks, 1937년 4월 18일 ~ )는 미국의 배우, 연극 배우, 텔레비전 배우, 운동가이다.
워싱턴 D.C.에서 태어났다.

## 영화
- 러브 씬 (2013년)
- 세븐틴 어게인 (2000년)
- 플레드 (1996년)
- 패신저 57 (1992년)
- 사인필드 (1990년)
- 초인 플래시: 파일롯 (1990년)
- 벤의 비밀 (1990년)
- 분노의 파도 (1990년)
- 호텔 - 시리즈 (1983년)
- 패스트-워킹 (1982년)
- 후커와 로마노 (1982년)
- 마담 X (1981년)
- 다이너스티 (1981년)
- 에어포트 77 (1977년)
- 불멸의 사자 (1976년)
- 아론은 안젤라를 사랑했다 (1975년)
- 귀향 (1967년)
- FBI (1965년)